# Paula Quintana
Paula Quintana (ur. 26 czerwca 1956 w Valparaíso, zm. 6 stycznia 2023) – chilijska socjolog, naukowiec i polityk. W latach 2012–2016 była radną gminy Valparaíso. W latach 2008–2010 była ministrem planowania w pierwszym rządzie prezydent Michelle Bachelet.

## Kariera naukowa
Paula Quintana urodziła się w Valparaíso 26 czerwca 1956 roku. Studiowała socjologię na Uniwersytecie Chile w Santiago, a następnie uzyskała tytuł magistra zarządzania i polityki publicznej.
Prywatnie była dyrektorem firmy konsultingowej Análisis, Planificación y Desarrollo i pracowała jako pracownik naukowy w Casa de la Mujer w Valparaíso oraz w projekcie Joven Valparaíso y Viña del Mar.
Była profesorem socjologii w Valparaíso i dyrektorem Programu Interesu Publicznego na Uniwersytecie w Valparaíso.

## Kariera polityczna
Quintana był członkiem Socjalistycznej Partii Chile. Pełniła funkcję zastępcy dyrektora Narodowej Rady Kultury i Sztuki, regionalnego sekretarza ministerialnego Dóbr Narodowych oraz szefa Departamentu Rozwoju Regionalnego Rządu Regionalnego Valparaíso.
Została mianowana ministrem planowania pierwszego rządu Michelle Bachelet w dniu 8 stycznia 2008 roku, funkcję tę sprawowała do 11 marca 2010 roku.
Na początku 2012 roku została pokonana w prawyborach na burmistrza Valparaíso w wyborach samorządowych. Później została wybrana radną gminy na kadencję 2012-2016.
W 2016 roku ogłosiła, że nie będzie ubiegała się o kolejną kadencję jako radna, a w październiku tego roku zrezygnowała z członkostwa w Socjalistycznej Partii Chile i postanowiła poprzeć Jorge Sharpa na burmistrza Valparaíso, który ostatecznie został wybrany.
Zmarła po długiej chorobie, a jej śmierć została ogłoszona przez Uniwersytet w Valparaíso 6 stycznia 2023 roku.